# Vidrány
Vidrány (szlovákul: Vydraň) Mezőlaborc városrésze, egykor önálló község Szlovákiában, az Eperjesi kerület Mezőlaborci járásában.

## Fekvése
Mezőlaborc központjától 4 km-re, északkeletre fekszik.

## Története
A falu valószínűleg a 16. században a vlach jog alapján ruszinok betelepítésével keletkezett. 1567-ben „Vidran” alakban említik először. Homonna uradalmához tartozott, de a 17. századtól a Csákyak birtokává vált. 1715-ben malom, 13 lakott és 7 lakatlan ház állt a településen. 1787-ben 47 házában 326 lakos élt. 1773-ban „Vidrány”, „Widrany”, 1786-ban „Widrány”, „Wydrany” alakban lelhető fel.
A 18. század végén Vályi András így ír róla: „VIDRÁNY. Tót falu Zemplén Várm. földes Ura Gróf Csáky Uraság, lakosai ó hitüek, fekszik Kalenóhoz nem meszsze, Palotához is közel; határja 2 nyomásbéli, hegyes, veres agyagos, terem kevés zabot, tatárkát, és krompélyt, erdeje van, szőleje nints, széna nélkűl szűkölködik, piatza Sztropkón van.”
1828-ban 52 háza és 394 lakosa volt.
Fényes Elek 1851-ben kiadott geográfiai szótárában így ír a faluról: „Vidrány, Zemplén v. orosz f. Papina fil. 19 romai, 380 g. kath., kath., 8 zsidó lak., gör. anya-templommal, 700 h. szántóföldddel. F. u. gr. Csáky László örökös. Ut. p. Komarnyik.”
1863-ban „Vidrán” néven szerepel az írott forrásokban.
Borovszky Samu monográfiasorozatának Zemplén vármegyét tárgyaló része szerint: „Vidrány, a gácsi határon fekszik. Ruthén kisközség s 82 háza és 605 görög katholikus lakosa van. Postája és vasúti megállóhelye van, mely a Gácsországba vivő vasútnak végső állomása; távírója Mezőlaborcz. A homonnai uradalomhoz tartozott s azután a Csákyak lettek az urai. Most Ehrenheim Ferencz örököseinek van itt nagyobb birtokuk és gőzfűrészük. Gör. kath. temploma 1814-ben épült.”
A 20. század elején fűrésztelep működött a faluban, melynek lakói közül az 1910-es években sokan kivándoroltak. Lakói mezőgazdasággal, favágással, szénégetéssel, szövéssel keresték kenyerüket.
1910-ben 534-en, többségében ruszinok lakták, jelentős német és magyar kisebbséggel. 1920 előtt Zemplén vármegye Mezőlaborci járásához tartozott.

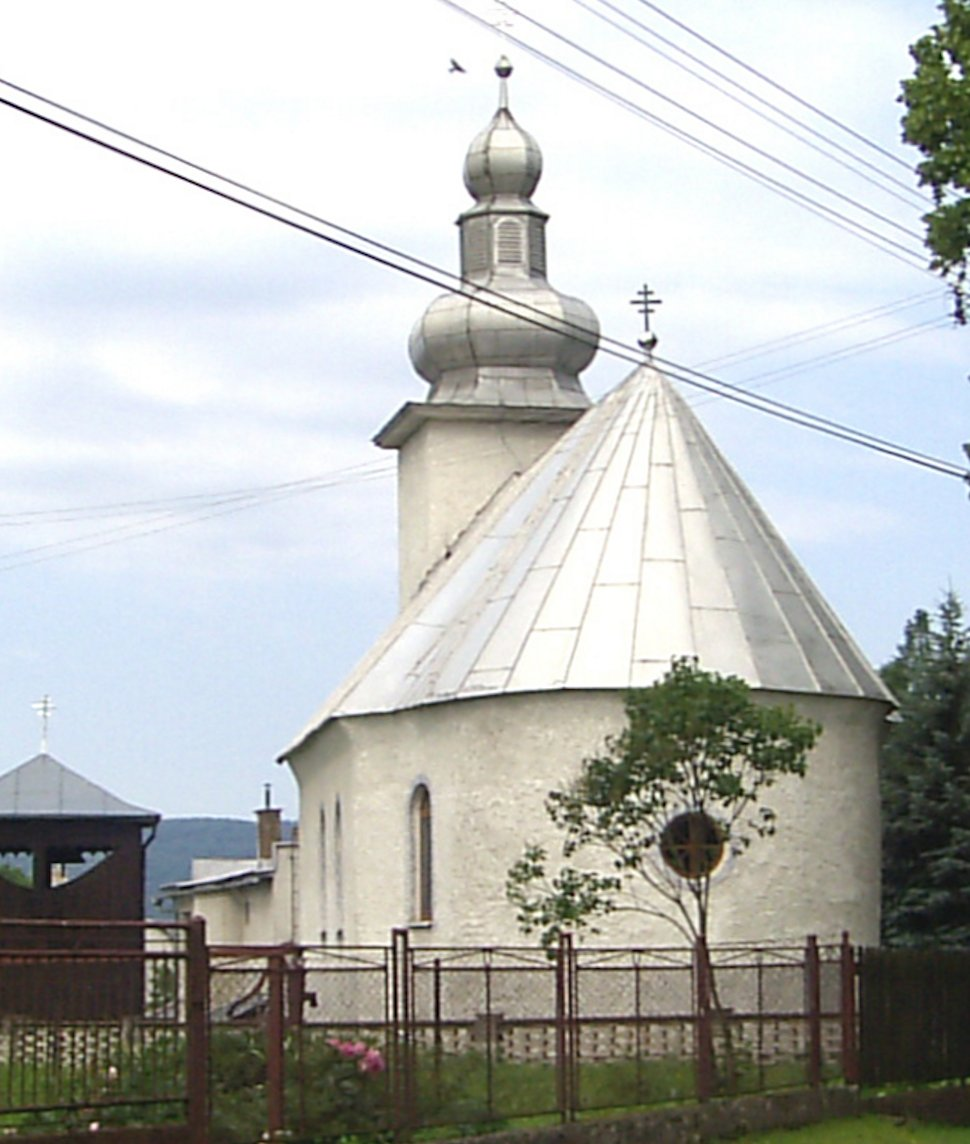
A Szent Mihály templom

1964-ben csatolták Mezőlaborchoz.

## Nevezetességei
- Szent Mihály arkangyal tiszteletére szentelt görögkatolikus temploma 1814-ben épült. 1944-ben súlyos károkat szenvedett, de a háború után helyreállították.
- A vidrányi zsidó temetőt a 17. században létesítették.

## Külső hivatkozások
- Vidrány Szlovákia térképén